# Halt and Catch Fire (sèrie de televisió)
Halt and Catch Fire és una sèrie de televisió estatunidenca creada per Christopher Cantwell i Christopher C. Rogers, difosa pel canal de televisió per cable AMC entre l'1 de juny de 2014 i el 14 d'octubre de 2017. Protagonitzada per Mackenzie Davis, Lee Pace, Kerry Bishé, Scoot McNairy i Toby Huss. Ambientada en la dècada del 1980 durant la revolució de l'ordinador personal i durant el creixement del World Wide Web a principis dels anys 90 del segle XX. Consta de 4 temporades amb 10 capítols cadascuna.

## Sinopsi
La sèrie dramatitza els inicis de l'ordinador personal, els proveïdors i portals d'accés a internet al voltant d'en Joe MacMillan (Lee Pace), un ambiciós visionari emprenedor, en Gordon (Scoot McNairy), un enginyer informàtic i Cameron (Mackenzie Davis), una brillant jove programadora. Inicialment l'acció es desenvolupa a Texas i posteriorment es tralladen a Sillicon Valley. Paral·lelament, Cameron i l'enginyera informàtica Donna (Kerry Bishé), esposa d'en Gordon, impulsen una empresa centrada en els jocs online que derivarà en una comunitat d'usuaris. Els conflictes de parella, la conciliació familiar i les diferents visions en la gestió empresarial són presents a la trama.

## Repartiment

### Personatges principals
- Mackenzie Davis: Cameron Howe
- Lee Pace: Joe MacMillan
- Kerry Bishé: Donna Clark
- Scoot McNairy: Gordon Clark
- Toby Huss: John Bosworth

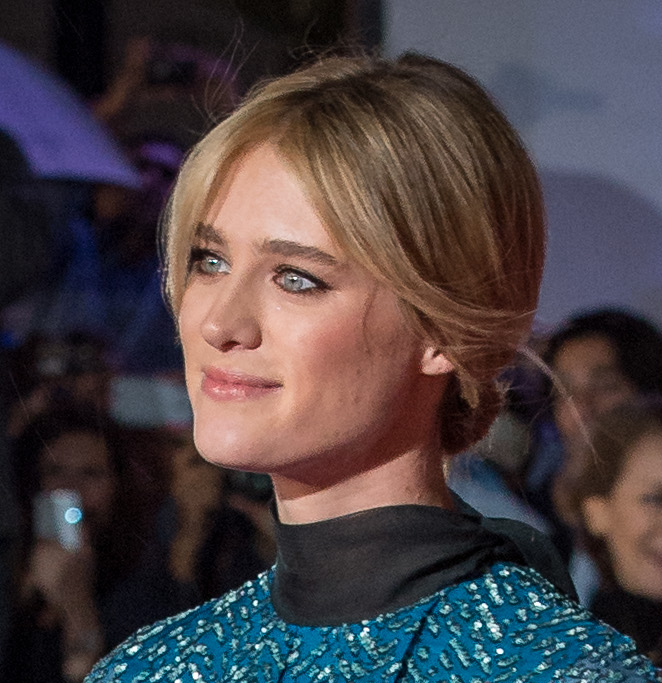
Mackenzie Davis
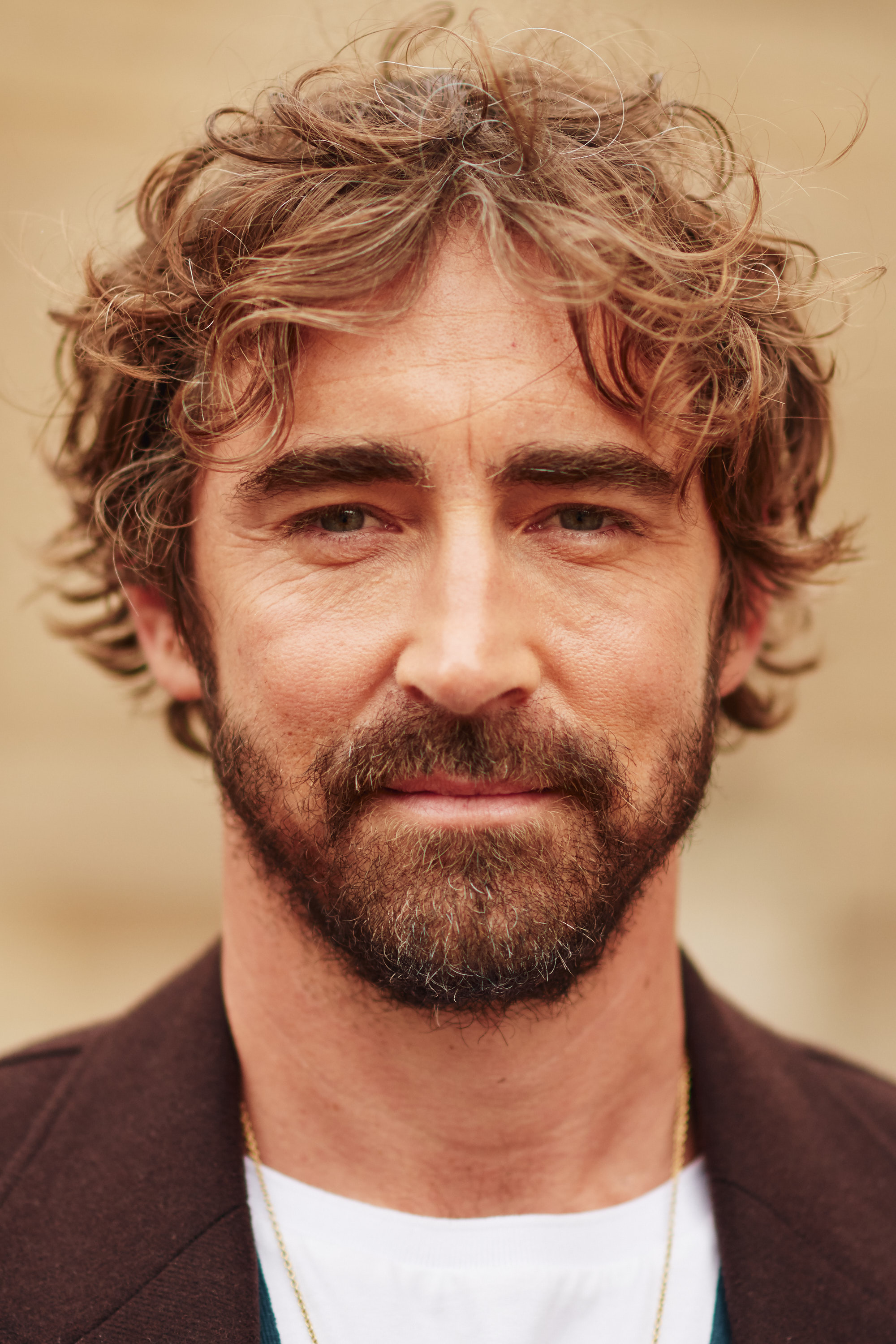
Lee Pace

### Personatges secundaris
- Annabeth Gish: Diane Gould
- Morgan Hinkleman: Joanie Clark (nena)
- Alana Cavanaugh: Haley Clark (nena)
- Kathryn Newton: Joanie Clark (jove)
- Susanna Skaggs: Haley Clark (jove)
- Mark O'Brien: Tom Rendon
- August Emerson: Malcolm Levitan
- Nick Pupo: Carl
- Cooper Andrews: Yo-Yo Engberk
- Gabriel Manak: Arki
- Joshua Hoover: Bodie
- Aleksa Palladino: Sara Wheeler
- Bianca Malinowski: Debbie
- Manish Dayal: Ryan Ray
- Anna Chlumsky: Katie Herman
- Pete Burris: Ed
- Anette O'Toole: Susan Emerson
- Charlie Bodin: Trip Kisker III
- Molly Ephraim: Alexa Vonn
- Scott Michael Foster: Hunt Whitmarsh
- Graham Beckel: Nathan Cardiff
- Mike Pniewski: Barry Shields
- Sasha Morfaw: Tanya Reese
- Richard Jin: Reggie
- Randy Havens: Stan
- Will Greenberg: Brian Braswell
- Chelsea Talmadge: Vera
- John Getz: Joe MacMillan (pare d'en Joe)

## Capítols

### Temporada 1
Primera temporada ambientada al 1983
| Núm. total | Núm. de la temporada | Títol                  | Direcció                 | Guió                                        | Data d'emissió original |
| ---------- | -------------------- | ---------------------- | ------------------------ | ------------------------------------------- | ----------------------- |
| 1          | 1                    | «I/O»                  | Juan José Campanella     | Christopher Cantwell, Christopher C. Rogers | 1 de juny de 2014       |
| 2          | 2                    | «FUD»                  | Juan José Campanella     | Christopher Cantwell, Christopher C. Rogers | 8 de juny de 2014       |
| 3          | 3                    | «High Plains Hardware» | Karyn Kusama             | Jason Cahill                                | 15 de juny de 2014      |
| 4          | 4                    | «Close to the Metal»   | Johan Renck              | Jonathan Lisco                              | 22 de juny de 2014      |
| 5          | 5                    | «Adventure»            | Ed Bianchi               | Dahvi Waller                                | 29 de juny de 2014      |
| 6          | 6                    | «Landfall»             | Larysa Kondracki         | Zack Whedon                                 | 6 de juliol de 2014     |
| 7          | 7                    | «Giant»                | Jon Amiel                | Jamie Pachino                               | 13 de juliol de 2014    |
| 8          | 8                    | «The 214s»             | Daisy von Scherler Mayer | Dahvi Waller, Zack Whedon                   | 20 de juliol de 2014    |
| 9          | 9                    | «Up Helly Aa»          | Terry McDonough          | Jason Cahill                                | 27 de juliol de 2014    |
| 10         | 10                   | «1984»                 | Juan José Campanella     | Christopher Cantwell, Christopher C. Rogers | 3 d'agost de 2014       |

### Temporada 2
Segona temporada es desenvolupa al 1985.
| Núm. total | Núm. de la temporada | Títol                       | Direcció                 | Guió                                        | Data d'emissió original |
| ---------- | -------------------- | --------------------------- | ------------------------ | ------------------------------------------- | ----------------------- |
| 11         | 1                    | «SETI»                      | Juan José Campanella     | Christopher Cantwell, Christopher C. Rogers | 31 de maig de 2015      |
| 12         | 2                    | «New Coke»                  | Phil Abraham             | Jonathan Lisco                              | 7 de juny de 2015       |
| 13         | 3                    | «The Way In»                | Jeff Freilich            | Jason Cahill                                | 14 de juny de 2015      |
| 14         | 4                    | «Play with Friends»         | Kimberly Peirce          | Dahvi Waller                                | 21 de juny de 2015      |
| 15         | 5                    | «Extract and Defend»        | Michael Morris           | Zack Whedon                                 | 28 de juny de 2015      |
| 16         | 6                    | «10Broad36»                 | Larysa Kondracki         | Jamie Pachino                               | 5 de juliol de 2015     |
| 17         | 7                    | «Working for the Clampdown» | Karyn Kusama             | Christopher Cantwell, Christopher C. Rogers | 12 de juliol de 2015    |
| 18         | 8                    | «Limbo»                     | Daisy von Scherler Mayer | Zack Whedon                                 | 19 de juliol de 2015    |
| 19         | 9                    | «Kali»                      | Craig Zisk               | Jason Cahill                                | 26 de juliol de 2015    |
| 20         | 10                   | «Heaven Is a Place»         | Phil Abraham             | Christopher Cantwell, Christopher C. Rogers | 2 d'agost de 2015       |

### Temporada 3
Tercera temporada es desenvolupa principalment el 1986. En els dos últims episodis en el 1990
| Núm. total | Núm. de la temporada | Títol                           | Direcció                 | Guió                                        | Data d'emissió original |
| ---------- | -------------------- | ------------------------------- | ------------------------ | ------------------------------------------- | ----------------------- |
| 21         | 1                    | «Valley of the Heart's Delight» | Daisy von Scherler Mayer | Christopher Cantwell, Christopher C. Rogers | 23 d'agost de 2016      |
| 22         | 2                    | «One Way or Another»            | Kimberly Peirce          | Michael Saltzman                            | 23 d'agost de 2016      |
| 23         | 3                    | «Flipping the Switch»           | Jeff Freilich            | Lisa Albert                                 | 30 d'agost de 2016      |
| 24         | 4                    | «Rules of Honorable Play»       | Jake Paltrow             | Alison Tatlock                              | 6 de setembre de 2016   |
| 25         | 5                    | «Yerba Buena»                   | Andrew McCarthy          | Mark Lafferty                               | 13 de setembre de 2016  |
| 26         | 6                    | «And She Was»                   | Michael Morris           | Angelina Burnett                            | 20 de setembre de 2016  |
| 27         | 7                    | «The Threshold»                 | Karyn Kusama             | Michael Saltzman                            | 27 de setembre de 2016  |
| 28         | 8                    | «You Are Not Safe»              | Reed Morano              | Lisa Albert, Alison Tatlock                 | 4 d'octubre de 2016     |
| 29         | 9                    | «NIM»                           | Christopher Cantwell     | Mark Lafferty                               | 11 d'octubre de 2016    |
| 30         | 10                   | «NeXT»                          | Phil Abraham             | Christopher Cantwell, Christopher C. Rogers | 11 d'octubre de 2016    |

### Temporada 4
La quarta temporada se centra bàsicament a l'any 1993.
| Núm. total | Núm. de la temporada | Títol                  | Direcció                 | Guió                                        | Data d'emissió original |
| ---------- | -------------------- | ---------------------- | ------------------------ | ------------------------------------------- | ----------------------- |
| 31         | 1                    | «So It Goes»           | Juan José Campanella     | Christopher Cantwell, Christopher C. Rogers | 19 d'agost de 2017      |
| 32         | 2                    | «Signal to Noise»      | Meera Menon              | Mark Lafferty                               | 19 d'agost de 2017      |
| 33         | 3                    | «Miscellaneous»        | Jeff Freilich            | Zack Whedon                                 | 26 d'agost de 2017      |
| 34         | 4                    | «Tonya and Nancy»      | Stacie Passon            | Alison Tatlock                              | 9 de setembre de 2017   |
| 35         | 5                    | «Nowhere Man»          | So Yong Kim              | Angelina Burnett                            | 16 de setembre de 2017  |
| 36         | 6                    | «A Connection is Made» | Michael Morris           | Julia Cho                                   | 23 de setembre de 2017  |
| 37         | 7                    | «Who Needs a Guy»      | Tricia Brock             | Lisa Albert                                 | 30 de setembre de 2017  |
| 38         | 8                    | «Goodwill»             | Christopher Cantwell     | Zack Whedon                                 | 7 d'octubre de 2017     |
| 39         | 9                    | «Search»               | Daisy von Scherler Mayer | Mark Lafferty                               | 14 d'octubre de 2017    |
| 40         | 10                   | «Ten of Swords»        | Karyn Kusama             | Christopher Cantwell, Christopher C. Rogers | 14 d'octubre de 2017    |

## Al voltant de la sèrie
El títol de la sèrie Halt and Catch Fire (que té com acrònim HCF) descriu una pretesa instrucció informàtica que obliga a totes les ordres a competir pel control, que força tant el sistema que provoca que s'aturi. Segons la llegenda popular els enginyers que busquen velocitats de processament més ràpides augmenten el nombre de corrents de lectura i escriptura al cablejat de la màquina. Pot funcionar en condicions normals d'execució, però la instrucció Halt fa que literalment els cables comencin a enfosquir-se i fumejar, d'aquí ve el Fire.
En la primera temporada en Joe McMillan, amb els seus dots de venedor reuneix un equip impossible, per crear un nou ordinador més portàtil i potent que pugui competir amb els grans, és el moment dels clònics, encarrega el bios que executa la computadora a Cameron, reclutada encara estant a la facultat i el hardware a en Gordon, enginyer informàtic que ja ho havia intentat amb la seva companya Donna també enginyera. És a partir de la segona temporada quan els guionistes porten a primer pla els personatges femenins, Cameron i Donna que busquen amb la seva comunitat online anomenada Mutiny el seu reconeixement en un territori d'homes. La sèrie ens mostra els reptes de diferents personalitats brillants per crear noves coses a partir d'idees innovadores.

### Crítiques
La sèrie, amb el segell de qualitat de l'AMC, ha estat titllada com el Mad Men de Sillicon Valley. El personatge d'en Joe MacMillan (Lee Pace), també té un passat complicat, brillant oratòria de venedor i aparença elegant, equivalent al Don Draper de Mad Men.
| Temporada | Temporada | Resposta de la crítica | Resposta de la crítica |
| Temporada | Temporada | Rotten Tomatoes        | Metacritic             |
| --------- | --------- | ---------------------- | ---------------------- |
|           | 1         | 76% (45 reviews)       | 69/100 (31 reviews)    |
|           | 2         | 91% (23 reviews)       | 73/100 (8 reviews)     |
|           | 3         | 96% (23 reviews)       | 83/100 (12 reviews)    |
|           | 4         | 100% (26 reviews)      | 92/100 (8 reviews)     |

A l'agregador Rotten Tomatoes, la sèrie obté un 90% d'aprovació global per part dels crítics i un 92% pel que fa a l'audiència. Per temporades, del 76% d'aprovació de la primera temporada amb l'opinió de 45 crítics al 100% d'aprovació a la quarta temporada, amb 26 aportacions. La dels usuaris es manté força estable amb un màxim del 94% per la tercera temporada. Per Natalia Marcos, de El Pais, els personatges són pioners en el món informàtic, connectant a la gent per compartir experiències, jocs o intercanviar productes, però de vegades xoquen en l'àmbit personal. Volen connectar als altres, però en canvi no poden fer-ho entre ells mateixos. Més que no pas d'informàtica, aquest drama perdura perquè parla de la vida i de l’ésser humà. A Metacritic Halt and Catch Fire obté a nivell global una puntuació de 75 sobre 100 basada en l'opinió de 59 crítics i un 9,2 segons l'opinió dels usuaris. Si s'analitza per temporades, la valoració més alta dels crítics l’obté la quarta i última temporada amb el 92 sobre 100, quant a usuaris per temporades és molt similar i totes per sobre del 8,2. Ben Travers d'Indiware opina que 'Si el temps és un cercle pla, els personatges de "Halt and Catch Fire" pretenen cremar-se constantment en un bucle sense fi. L'espectacle, ja hi és.' Per en James Poniewozik del New York Times, la riquesa de "Halt" prové de la forma en què es desenvolupa un quartet de personatges centrals, cadascun dels quals té una dinàmica diferent amb cadascun dels altres.

### Premis
Halt and Catch Fire va rebre una nominació als Emmy (2015) a millor disseny de títol. Guanyadora del Critics Choice Television Awards (2014) com a millor sèrie nova. Guanyadora com a millor sèrie dramàtica en el Women's Image Network Awards (2017), per l'episodi NeXT, que va tancar la segona temporada, o també va rebre i va rebre nominació Kerry Bishé com a millor actriu en sèrie dramàtica.